# Valdez il mezzosangue
Valdez il mezzosangue (Chino) è un film del 1973 diretto da John Sturges e Duilio Coletti, con Charles Bronson e Jill Ireland.
È il penultimo film di Coletti ed è stato girato prevalentemente in Spagna.

## Trama
Chino Valdez è un meticcio che per vivere alleva i cavalli e cerca di non mettersi nei guai con nessuno. Ma intreccia una relazione con Paloma, la sorellastra di Maral, un proprietario terriero sadico.